# Шакенов, Мурат Максутбекович
Шаке́нов Мура́т Максутбе́кович (род. 23 сентября 1990) — казахстанский ватерполист, Мастер спорта международного класса, полузащитник сборной Казахстана Был игроком «Астаны», затем перешёл в «Раднички» (Крагуевац, Сербия).

## Биография

### Клубная карьера
- Многократный чемпион Казахстана (4) — 2008/09, 2009/10, 2010/11, 2011/12
- 4 место в чемпионате России (1) — 2010/11 в составе команды «Астаны»
- <раднички>
- <орадеа>

### Карьера в сборной
- Чемпион Пляжных Азиатских игр (1) — 2010 Маскат (1 место)
- Чемпион Азиатских игр (2) — 2010 гуанжоу (1место) 2014 инчеон (1 место)
- Чемпион Азии (1) — 2012
- Серебряный призёр чемпионата Азии (3)— 2009,2011,2016
- Участник чемпионата мира (5)—2009 (16 место) 2011 (13 место) 2013(12 место) 2015 (11 место) 2017(11 место)
- Участник Олимпийских игр (1) — 2012 (11 место)
- Чемпион Азиатских игр (2) — 2010, 2014